# ALTQ
O ALTQ (ALTernate Queuing) é o agendador de rede do Berkeley Software Distribution. O ALTQ fornece disciplinas de enfileiramento e outros componentes relacionados à quality of service (QoS) necessários para realizar o compartilhamento de recursos. É mais comumente implementado em roteadores baseados em BSD. O ALTQ está incluído na distribuição básica do FreeBSD, NetBSD e DragonFly BSD, e foi integrado ao filtro de pacotes pf do OpenBSD, mas posteriormente substituído por um novo subsistema de enfileiramento (foi preterido na versão OpenBSD 5.5 e completamente removido com 5.6 em 2014.